# Adénosine diphosphate ribose cyclique
L’adénosine diphosphate ribose cyclique, couramment appelée ADP-ribose cyclique (également abrégée en ADPRc), est un nucléotide cyclique d'adénine — tout comme l'AMPc — pouvant être décrit comme une molécule d'adénosine diphosphate estérifiée par un ribose terminal qui ferme le cycle par une liaison osidique sur l'azote N1 de l'adénine. Elle dérive métaboliquement du NAD+ sous l'effet d'une ADP-ribosyle cyclase (EC 3.2.2.5) pour agir comme second messager de l'effet des cations Ca2+.
L'ADP-ribose cyclique est un modulateur allostérique des récepteurs de la ryanodine (RyR), qui stimule la libération d'ions Ca2+ lorsque la concentration cytosolique de ce dernier diminue. L'activation de la RyR sous l'effet de la caféine provient en partie du fait qu'elle simule l'interaction de l'ADPRc avec les RyR.